# Lilla Träskö
Lilla Träskö är en ö i Finland. Den ligger i Finska viken och i kommunen Ingå i den ekonomiska regionen  Raseborg i landskapet Nyland, i den södra delen av landet. Ön ligger omkring 40 kilometer väster om Helsingfors.
Öns area är 2,8 hektar och dess största längd är 280 meter i öst-västlig riktning. Ön höjer sig omkring 10 meter över havsytan.